# Baumax
A bauMax osztrák eredetű, 2015-ig kilenc országban működő barkácsáruházlánc volt.

## Története
1976-ban idősebb Karlheinz Essl alapította az ausztriai Kindbergben. Magyarországon 1992-ben kezdett el terjeszkedni.
Eredetileg az építőanyag-kereskedelemmel foglalkozó Schömer vállalatcsoport is a konszernhez tartozott, ezt a szegmenst azonban 2000-ben eladták. Az áruház a „csináld magad (do-it-yourself)” rendszert alkalmazta.
2007-ben az Essl család visszavásárolta azt a 12%-os tulajdonrészt is, ami 1995-től a SPAR-é volt. Ezzel a bauMax újra 100%-ban a család tulajdonába került.
A barkácsüzletlánc leginkább Közép-Kelet-Európában kezdett el terjeszkedni elsősorban az olyan volt szocialista államok felé, mint amilyen Románia. 2007-re magyarországi üzleteik száma 15-re nőtt, és bár a magyar barkácspiac igen telített, de a bauMax áruházlánc azt tervezte, hogy még legalább 4 áruházat fog nyitni, ezek valószínűleg Budapesten, Miskolcon, Veszprémben és Szombathelyen lettek volna. 
2015 januárjában a XVIII. kerületben lévő üzletét – a lejáró bérleti szerződés meghosszabbítása nélkül – bezárták.
2014 júliusában a francia Adeo csoportnak adta el a 15 áruházat üzemeltető romániai érdekeltségét. Továbbá megvált a bulgáriai és törökországi üzleteitől is, és ezt tervezte horvátországi vállalkozásával is. A kelet-európai érdekeltség értékesítése a bauMax 2016-ig szóló átszervezési programjának keretében történt. A program az üzleti tevékenységnek a fő piacokra, Ausztriára, Csehországra, Szlovákiára, Magyarországra és Szlovéniára összpontosítását irányozta elő. A változtatás oka, hogy csoport 2013-ban kelet-európai érdekeltségeivel együtt 189 millió euró, 2012-ben pedig 126 millió euró veszteséget könyvelt el. A Baumax kis híján fizetésképtelenné vált törökországi és kelet-európai sikertelen terjeszkedési kísérletét követően. Az alapító tulajdonos Essl család féltett műgyűjteményéhez nyúlt, hogy a hitelező bankjai segítségével talpra állítsa a veszteséges hálózatot. Essl jelzálog megállapodást kötött Hans Peter Haselsteiner építőipari mágnással egy új cég alapításáról, aki azután több mint 100 millió euróért vásárolta meg a műgyűjteményt nagyját. Haseslsteiner cége, az SE Sammlungs GmbH a gyűjtemény 60 százalékát tartja kézben, Karlheinz Essl pedig 40 százalékot. A gyűjteményt korábban az osztrák államnak is kínálta, azonban az nem tartott igényt rá. Az Essl gyűjtemény 40 festményéért 66 millió eurót adtak a 2014. október 13-i Christie's aukcióján, amivel biztosítani akarták a cégcsoport jövőjét.
2015. január 21-én a Baumax bejelentette magyarországi üzletágának megszüntetését, majd magyarországi üzleteit március 24-ig végleg bezárta.
2015. június elején adott hírt a sajtó arról, hogy a cég kivonul Szlovákiából, ahol eddig 14 üzletet üzemeltetett. Várhatóan az XXXLutz, a Mömax és a Möbelix veszi majd át ezeket az üzleteket.

## Baumax a világban
Országok, ahol a Baumax 2015-ig jelen volt.
| Ország       | Áruházak száma                                  |
| ------------ | ----------------------------------------------- |
| Ausztria     | 65 áruház                                       |
| Csehország   | 24 áruház                                       |
| Horvátország | 7 áruház (bezárt)                               |
| Románia      | 15 áruház (bauMax Románia eladása az Adeo-nak)  |
| Magyarország | 15 áruház (bezárt)                              |
| Szlovákia    | 14 áruház                                       |
| Szlovénia    | 3 áruház                                        |
| Bulgária     | 8 áruház (bauMax Bulgária eladása a Haedus-nak) |
| Törökország  | 7 áruház (1 bezárt, eladás/bezárás tervezett)   |